# No Nose Job: The Legend of Digital Underground
No Nose Job: The Legend of Digital Underground – pierwszy album z hitami z grupy Digital Underground wydany 19 czerwca 2001 roku nakładem wytwóni Tommy Boy Records.

## Lista utworów
Opracowano na podstawie źródła.
1. "The Humpty Dance"
2. "Freaks Of The Industry"
3. "Doowutchyalike"
4. "Same Song"
5. "The Way We Swing"
6. "Packet Man"
7. "Dope-A-Delic (Do-U-B-Leeve-In-D-Flo)"
8. "No Nose Job (ultafunk Remix)"
9. "Kiss You Back"
10. "The Return Of The Crazy One"
11. "Wussup With The Love"
12. "Carry The Way (Along Time)"
13. "Flowin' On The D Line"
14. "Doo Woo You"